# Подборное (Чувашия)
Подбо́рное (чув. Подборный) — посёлок в Шумерлинском районе Чувашской республики. Входил в состав Большеалгашинского сельского поселения.

## География
Находится в юго-западной части Чувашии на расстоянии приблизительно 6 км на юг-юго-восток по прямой от районного центра города Шумерля.

## История
Поселок основан в 1919 году переселенцами из села Большие Алгаши.

## Население
Население составляло 22 человека (чуваши 82 %) в 2002 году, 41 в 2010.